# 剑州 (永徽)
剑州，唐朝时设置的州。
高宗永徽五年（654年）置，治所在今四川省阿坝藏族自治州阿坝县南。辖区在阿坝县一带。何时废除不详。到唐玄宗先天二年（713年），又改始州为剑州，辖区在今四川省广元市、绵阳市等地。